# Шэн Кэи
Шэн Кэи́ (кит. упр. 盛可以, род. 4 июля 1973 года) — китайская писательница, член Союза китайских писателей. В 1994 году переехала в Шэньчжэнь. Писательскую карьеру начала в 2002 году. Ее произведения переведены на английский, французский, русский, польский, японский и другие языки. Роман «Сестрички с севера» в 2012 г. удостоился премии Man Asian Literary Prize.

## Биография
Шэн Кэи родилась 4 июля 1973 года в г. Иян провинции Хунань. В 1994 г. писательница переехала в Шэньчжэнь, после этого некоторое время жила в Шэньян, Гуанчжоу, в настоящее время проживает в Пекине. Опыт частой миграции сыграл большую роль в творческой карьере писательницы, являясь для нее вдохновением. Шэн Кэи называет Шэньчжэнь своей второй родиной, это место, где она начала формироваться как писатель. В 21 год она опубликовала первое эссе, некоторое время работала редактором и репортером. В 2002 году в возрасте 28 лет уволилась и полностью посвятила себя писательской карьере.

## Творчество
В 28 лет Шэн Кэи написала свой первый роман «Сестрички с Севера», который получил широкое признание за рубежом и был переведен на несколько иностранных языков, в том числе и русский. В романе нашли отражение воспоминания детства и семилетний опыт проживания в Шэньчжэне. Отдельное внимание писательница также уделяет женскому вопросу, в частности, в романе «Сестрички с севера» затронуты трудности, с которыми сталкивались девушки, мигрируя из сельской местности в города. Стиль Шэн Кэи отличается прямолинейностью в изложении реальных фактов и острых замечаний, а также повышенным вниманием к психологическому состоянию личности.

## Избранные работы на китайском
- «Вода и молоко» (《水乳》)
- «Сестрички с севера» (《北妹》)
- «Мораль» (《道德颂》)
- «Дикий рост» (《野蛮生长》)

## Переводы на русский
- Шэн Кэи. Сестрички с севера. / Пер. Н. Власовой / СПб.: Гиперион, 2016.
- Шэн Кэи. Сфинкс // Красные туфельки. Сборник произведений молодых китайских писателей / пер. с кит./ Отв. ред. А. А. Родионов; сост. Н. Н. Власова, И. А. Егоров, А. А. Родионов. — СПб.: Институт Конфуция в СПбГУ, КАРО, 2014. — 368 с.
- Шэн Кэи. Райская обитель / пер. И. Егорова / Иностранная литература. 2018, № 4.